# San Luis (Arizona)
San Luis is een plaats (city) in de Amerikaanse staat Arizona, en valt bestuurlijk gezien onder Yuma County.

## Demografie
Bij de volkstelling in 2000 werd het aantal inwoners vastgesteld op 15.322.
In 2006 is het aantal inwoners door het United States Census Bureau geschat op 22.634, een stijging van 7312 (47.7%).

## Geografie
Volgens het United States Census Bureau beslaat de plaats een oppervlakte van
68,6 km², waarvan 68,5 km² land en 0,1 km² water.

## Plaatsen in de nabije omgeving
De onderstaande figuur toont nabijgelegen plaatsen in een straal van 40 km rond San Luis.